# جورج ماكيلروي
جورج ماكيلروي (بالإنجليزية: George McElroy)‏ هو محرر وصحفي أمريكي، ولد في 25 مايو 1922 في هيوستن في الولايات المتحدة، وتوفي بنفس المكان في 7 أكتوبر 2006.